# Săliște de Pomezeu, Bihor
Săliște de Pomezeu este un sat în comuna Răbăgani din județul Bihor, Crișana, România. La recensământul din 2002 avea o populație de 154 locuitori.

## Vezi și
- Biserica de lemn din Săliște de Pomezeu